# Enfield - Oscure presenze
Enfield - Oscure presenze (The Enfield Haunting) è una miniserie televisiva britannica del 2015.
Si tratta di un horror soprannaturale che narra gli eventi noti come il Poltergeist di Enfield, basato sulle ricostruzioni del libro del 1980 This House Is Haunted, di Guy Lyon Playfair.

## Trama
Nel 1977, nel borgo londinese di Enfield, Peggy Hodgson è una donna divorziata che vive con i suoi quattro figli: la tredicenne Margaret, Janet, di undici anni, Johnny, di dieci anni, e Billy, di sette anni. Quando nella loro abitazione si iniziano a verificare strani fenomeni, si convincono che la loro casa sia infestata, rifugiandosi presso i vicini e allertando le autorità. In seguito, su suggerimento di un giornalista, la casa viene sottoposta a un'indagine dalla Society for Psychical Research.

## Personaggi e interpreti
- Maurice Grosse, interpretato da Timothy Spall, doppiato da Gianni Gaude. Inesperto investigatore del paranormale.
- Betty Grosse, interpretata da Juliet Stevenson, doppiata da Lucia Valenti. Moglie di Maurice.
- Guy Lyon Playfair, interpretato da Matthew Macfadyen, doppiato da Tony Sansone. Scettico investigatore nel campo della parapsicologia.
- Peggy Hodgson, interpretata da Rosie Cavaliero, doppiata da Patrizia Giangrand.
- Janet Hodgson, interpretata da Eleanor Worthington Cox, doppiata da Erica Laiolo.
- Margaret Hodgson, interpretata da Fern Deacon, doppiata da Annalisa Longo.
- Billy Hodgson, interpretato da Elliot Kerley.
- Johnny Hodgson, interpretato da Joey Price, doppiato da Alberto Olivero.
- Joe Watson, interpretato da Struan Rodger.
- Simon, interpretato da Charles Furness.
- John Beloff, interpretato da Simon Chandler.
- Lindy Crane, interpretata da Amanda Lawrence, doppiata da Francesca Vettori.
- Ray, interpretato da Sean Francis.
- Janet Grosse, interpretata da Eleanor Hafner.
- Richard Grosse, interpretato da Nick Grosse.
- Marilyn Grosse, interpretata da Antonia Grosse.
- John Burcombe, interpretato da Neal Barry.
- Graham Morris, interpretato da Nigel Boyle.
- Sylvie Burcombe, interpretata da Susannah Wise.
- Doug Bence, interpretato da Tommy McDonnell, doppiato da Alessandro Germano.
- Alan Crane, interpretato da Peter McCabe, doppiato da Oliviero Cappellini.
- Psichiatra, interpretato da Steven O'Neill.
- Caporeparto psichiatria, interpretato da Sudha Bhuchar.
- Tony Watson, interpretato da Martin Hancock, doppiato da Luca Ghignone.
- Anita Gregory, interpretata da Karen Lewis.

## Distribuzione
Nel Regno Unito la miniserie è stata trasmessa in tre puntate da 60 minuti dal 3 al 17 maggio 2015 sul canale pay Sky Living. Negli Stati Uniti è andata in onda dal 9 ottobre 2015 su A&E.
In Italia viene trasmessa il 31 ottobre 2015, in occasione di Halloween, in due puntate da 90 minuti il 31 ottobre 2015.

## Accoglienza
Ellen E. Jones sul The Independent ha presentato l'ambientazione della miniserie paragonandola a quella de L'esorcista adattata al nord di Londra, apprezzando particolarmente l'interpretazione di Eleanor Worthington-Cox. Julia Raeside su The Guardian ha giudicato la miniserie come un prodotto di eccellente qualità, ricco di efficaci momenti di paura e interpretazioni superbe. Positiva è stata anche la recensione di Michael Hogan sul Telegraph, che l'ha definita convincente e coinvolgente. Brian Lowry di Variety ha spiegato come la fiction rappresenti più un'indagine psicologica che un horror convenzionale, evidenziando come la sceneggiatura non offra una chiusura ben definita per gli eventi postumi ai presunti fatti soprannaturali. Il critico statunitense ha giudicato la miniserie come un prodotto molto ben eseguito, contrassegnato da un'elevata attenzione per i dettagli e interpretazioni realistiche.